# Nestopia
Nestopia est un émulateur libre de NES/Famicom écrit en C++. Il est conçu pour émuler le matériel aussi précisément que possible, sans utiliser aucune astuce d'émulation. Il fonctionne sous Windows, Mac OS X et GNU/Linux.

## Histoire
En 2012, alors que Nestopia semble abandonné depuis des années et parce qu'il est un excellent émulateur, Dan Brook décide de le garder en vie aussi longtemps que possible et de s'assurer qu'il continue à fonctionner sur des distributions Linux ou Windows. C'est ainsi qu'est né Nestopia Undead Edition. 
Cette version, basée sur la version officielle 1.40 finale, apporte son lot de corrections et inclut toutes les corrections et améliorations de la version 1.40 A-H (en provenance de R. Belmont) et de la version 1.41.1 de Geestarraw (elle-même incluant les corrections et ajouts de la version non officielle 1.41 de Keith Kelly) sans oublier les ajouts de la version 1.41.3 (et 1.41.2) de notBald. Ainsi Dan brook, l'auteur de la Undead Edition, a pu logiquement continuer le développement de cet émulateur en le passant à la version estampillée 1.42 (et supérieur), faisant de cette version la plus aboutie de toutes.